# Monacos Grand Prix 2015
Monacos Grand Prix 2015, officiellt Formula 1 Grand Prix de Monaco 2015, var en Formel 1-tävling som hölls den 24 maj 2015 på Circuit de Monaco i Monaco. Det var den sjätte tävlingen av Formel 1-säsongen 2015 och kördes över 78 varv. Vinnare av loppet blev Nico Rosberg för Mercedes, tvåa blev Sebastian Vettel för Ferrari, och trea blev Lewis Hamilton för Mercedes.

## Kvalet
| KR. | Nr | Förare            | Konstruktör          | Q1       | Q2       | Q3       | Grid |
| --- | -- | ----------------- | -------------------- | -------- | -------- | -------- | ---- |
| 1   | 44 | Lewis Hamilton    | Mercedes             | 1:16,588 | 1:15,864 | 1:15,098 | 1    |
| 2   | 6  | Nico Rosberg      | Mercedes             | 1:16,528 | 1:15,471 | 1:15,440 | 2    |
| 3   | 5  | Sebastian Vettel  | Ferrari              | 1:17,502 | 1:16,181 | 1:15,849 | 3    |
| 4   | 3  | Daniel Ricciardo  | Red Bull-Renault     | 1:17,254 | 1:16,706 | 1:16,041 | 4    |
| 5   | 26 | Daniil Kvyat      | Red Bull-Renault     | 1:16,845 | 1:16,453 | 1:16,182 | 5    |
| 6   | 7  | Kimi Räikkönen    | Ferrari              | 1:17,660 | 1:16,440 | 1:16,427 | 6    |
| 7   | 11 | Sergio Pérez      | Force India-Mercedes | 1:17,376 | 1:16,999 | 1:16:808 | 7    |
| 8   | 55 | Carlos Sainz, Jr. | Toro Rosso-Renault   | 1:17,246 | 1:16,762 | 1:16,931 | PL2  |
| 9   | 13 | Pastor Maldonado  | Lotus-Mercedes       | 1:17,630 | 1:16,775 | 1:16:946 | 8    |
| 10  | 33 | Max Verstappen    | Toro Rosso-Renault   | 1:16,750 | 1:16,546 | 1:16,957 | 9    |
| 11  | 8  | Romain Grosjean   | Lotus-Mercedes       | 1:17,767 | 1:17,007 |          | 151  |
| 12  | 22 | Jenson Button     | McLaren-Honda        | 1:17,492 | 1:17,093 |          | 10   |
| 13  | 27 | Nico Hülkenberg   | Force India-Mercedes | 1:17,552 | 1:17,193 |          | 11   |
| 14  | 19 | Felipe Massa      | Williams-Mercedes    | 1:17,679 | 1:17:278 |          | 12   |
| 15  | 14 | Fernando Alonso   | McLaren-Honda        | 1:17,778 | 1:26,632 |          | 13   |
| 16  | 12 | Felipe Nasr       | Sauber-Ferrari       | 1:18,101 |          |          | 14   |
| 17  | 77 | Valtteri Bottas   | Williams-Mercedes    | 1:18,434 |          |          | 16   |
| 18  | 9  | Marcus Ericsson   | Sauber-Ferrari       | 1:18,513 |          |          | 17   |
| 19  | 28 | Will Stevens      | Marussia-Ferrari     | 1:20,655 |          |          | 18   |
| 20  | 98 | Roberto Merhi     | Marussia-Ferrari     | 1:20,904 |          |          | 19   |

| Vidare från första kvalrundan ▬▬ Vidare från andra kvalrundan ▬▬ |

Noteringar
- ^1  — Romain Grosjean fick fem platsers nedflyttning efter ett otillåtet växellådsbyte.[1]
- ^2  — Carlos Sainz, Jr. fick starta loppet från depån eftersom han missade en obligatorisk vägning under kvalificeringen.[2]

## Loppet
| Pos. | Nr | Förare            | Konstruktör          | Varv | Tid          | Grid | P  |
| ---- | -- | ----------------- | -------------------- | ---- | ------------ | ---- | -- |
| 1    | 6  | Nico Rosberg      | Mercedes             | 78   | 1:49:18,420  | 2    | 25 |
| 2    | 5  | Sebastian Vettel  | Ferrari              | 78   | +4,486       | 3    | 18 |
| 3    | 44 | Lewis Hamilton    | Mercedes             | 78   | +6,053       | 1    | 15 |
| 4    | 26 | Daniil Kvyat      | Red Bull-Renault     | 78   | +11,965      | 5    | 12 |
| 5    | 3  | Daniel Ricciardo  | Red Bull-Renault     | 78   | +13,608      | 4    | 10 |
| 6    | 7  | Kimi Räikkönen    | Ferrari              | 78   | +14,345      | 6    | 8  |
| 7    | 11 | Sergio Pérez      | Force India-Mercedes | 78   | +15,013      | 7    | 6  |
| 8    | 22 | Jenson Button     | McLaren-Honda        | 78   | +16,063      | 10   | 4  |
| 9    | 12 | Felipe Nasr       | Sauber-Ferrari       | 78   | +23,626      | 14   | 2  |
| 10   | 55 | Carlos Sainz, Jr. | Toro Rosso-Renault   | 78   | +25,056      | PL   | 1  |
| 11   | 27 | Nico Hülkenberg   | Force India-Mercedes | 78   | +26,232      | 11   |    |
| 12   | 8  | Romain Grosjean   | Lotus-Mercedes       | 78   | +28,415      | 15   |    |
| 13   | 9  | Marcus Ericsson   | Sauber-Ferrari       | 78   | +31,159      | 17   |    |
| 14   | 77 | Valtteri Bottas   | Williams-Mercedes    | 78   | +45,789      | 16   |    |
| 15   | 19 | Felipe Massa      | Williams-Mercedes    | 77   | +1 varv      | 12   |    |
| 16   | 98 | Roberto Merhi     | Marussia-Ferrari     | 76   | +2 varv      | 19   |    |
| 17   | 28 | Will Stevens      | Marussia-Ferrari     | 76   | +2 varv      | 18   |    |
| Ret  | 33 | Max Verstappen    | Toro Rosso-Renault   | 62   | Krasch       | 9    |    |
| Ret  | 14 | Fernando Alonso   | McLaren-Honda        | 41   | Transmission | 13   |    |
| Ret  | 13 | Pastor Maldonado  | Lotus-Mercedes       | 5    | Bromsar      | 8    |    |

| Förare och stall som tog poäng ▬▬ |

## Ställning efter loppet
|   | Pos. | Förare           | Poäng |
| - | ---- | ---------------- | ----- |
| ▬ | 1    | Lewis Hamilton   | 126   |
| ▬ | 2    | Nico Rosberg     | 116   |
| ▬ | 3    | Sebastian Vettel | 98    |
| ▬ | 4    | Kimi Räikkönen   | 60    |
| ▬ | 5    | Valtteri Bottas  | 42    |

|   | Pos. | Konstruktör       | Poäng |
| - | ---- | ----------------- | ----- |
| ▬ | 1    | Mercedes          | 242   |
| ▬ | 2    | Ferrari           | 158   |
| ▬ | 3    | Williams-Mercedes | 81    |
| ▬ | 4    | Red Bull-Renault  | 52    |
| ▬ | 5    | Sauber-Ferrari    | 21    |

- Notering: Endast de fem bästa placeringarna i vardera mästerskap finns med på listorna.